# Aquileia

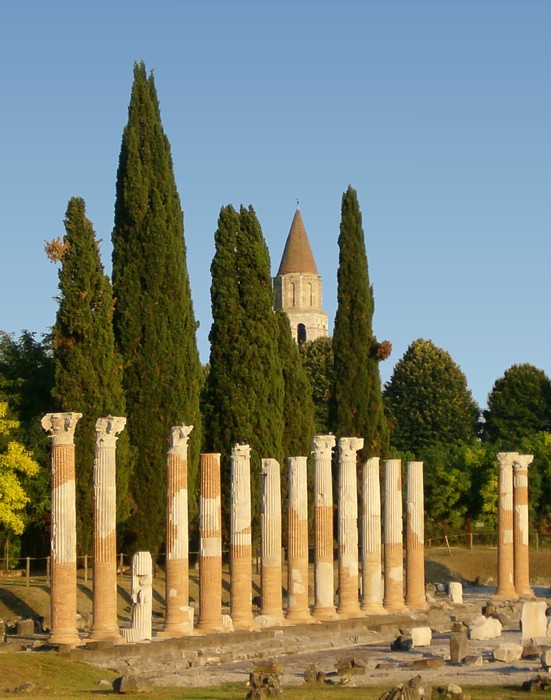
Az ókori Aquileia Forumának maradványai

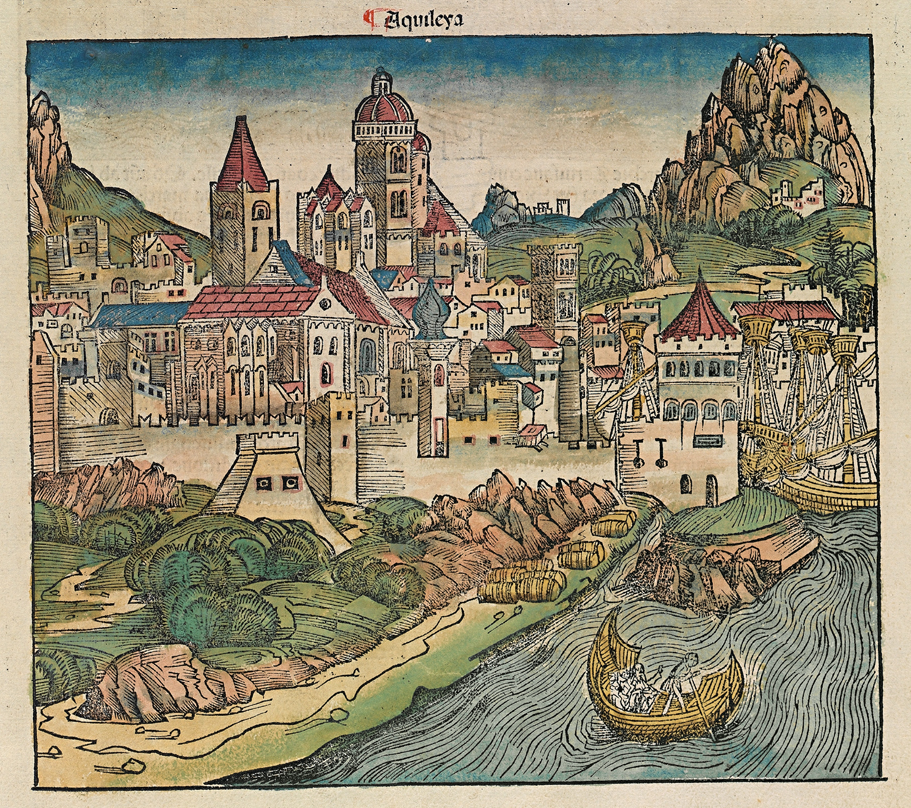
Aquileia, Nürnbergi Krónika, 1493

Aquileia (friuliul: Aquilee, szlovénül: Oglej) ókori római eredetű város Olaszországban, közel az Adriai-tengerhez, a Natissa folyó partján. Észak-Olaszország egyik legjelentősebb archeológiai lelőhelye, melyet az i. e. 2. században alapítottak, majd a korai császárkorban a Római Birodalom egyik legjelentősebb kulturális és kereskedelmi központja lett, gazdag város, jelentős folyami kikötővel. A korai keresztény közösségek egyik legjelentősebb városa volt, amikor 452-ben Attila hadai lerombolták. A település központjában található ásatási terület és a patriarchális bazilika 1998 óta szerepel az UNESCO világörökségi listáján.

## Földrajza
A város az észak-olaszországi Friuli-Venezia Giulia régióban (Udine megye) található, a Natissa folyó partján. Közel 4 km-re fekszik az Adriai-tenger partjától, a Maranói-lagúnát keletről lezáró Grado városától északra, a Velencei-síkság egyik legkeletibb pontján, Trieszt és Udine között, az Isonzó folyótól nyugatra.

## Történelme

### Az alapítástól a hunok pusztításáig
Aquileiát i. e. 181-ben alapították a rómaiak, a birodalom északkeleti határán, a Natissa folyó partján, amely akkor még jelentősen szélesebb, nagyobb vízhozamú volt. A colonia szerepe kezdetben elsősorban a birodalom határainak felügyelete és a szövetséges venétek védelme volt a barbár behatolásokkal szemben.
Az Illíriával folytatott több évtizedes háborúskodás során, amely végül annak meghódításával és római provinciává válásával zárult, kiemelt szerep jutott a coloniának mint fő utánpótlási helynek. A háború után sok veterán kapott földet a településen.
Alapítása után nem sokkal, i. e. 173-ban már bekapcsolódott a római települések rendszerébe, út kötötte össze Bononiával (Bologna), majd i. e. 148-ban Genovával (Via Postumia), i. e. 132-ben pedig kiépült az út Rimini felé is.
i. e. 169-ben több mint 1300 telepes és családja élt már a településen, i. e. 130-ban pedig, miután a mai Klagenfurt környékén aranyat találtak még több ember érkezett a térségbe, így Aquileiába is. Fontos stratégiai hellyé vált, egyre nagyobb részt képviselt a kereskedelemben, különösen a mezőgazdasági termékek között.
Aquileia eredetileg latin jogú colonia volt, i. e. 90-ben vált municipiummá. Megfordult a városban Cicero, Augustus és Tiberius, valamint Marcus Aurelius császár is.
A város hamar fontos közlekedési csomóponttá vált. A Római Birodalom egyik legfontosabb útvonala a Via Annia volt, mely Patavium városát kötötte össze Aquileiával, innen pedig kelet felé, Pannonia érintésével építették ki a Balti-tengerig vezető Borostyánutat Tiberius császár uralkodása idején.
Marcus Aurelius korában (168) az egyik legnagyobb kiterjedésű város volt a birodalomban, lakossága meghaladta a 100 000 főt. 167-ben a markomannok elleni hadjárat során a város egy része elpusztult az ostromban, 238-ban a város a szenátus oldalán harcolt Maximinus Thrax császár ellen. Ekkor a város több hónapos ellenállása miatt a császár elvesztette a háborút a szenátussal szemben és öngyilkos lett[forrás?].
A 3-4. században a város már jelentős tengerészeti kikötő volt, a kereszténység terjedésével pedig az egyik legfontosabb vallási központtá alakult, a város püspöke pátriárkai rangot kapott. 381-ben tartottak először a városban zsinatot, ezt több is követte az elkövetkező évszázadokban.
Szintén a 4. században épült meg a városban egy császári palota, Diocletianus császár sok időt töltött e helyen. 340-ben II. Constantinus császárt a város falai előtt ölték meg, mialatt megkísérelte elfoglalni Aquileiát Constans öccsétől.
A század végén Ausonius számításai alapján a világ kilencedik legnagyobb városaként tartották számon.

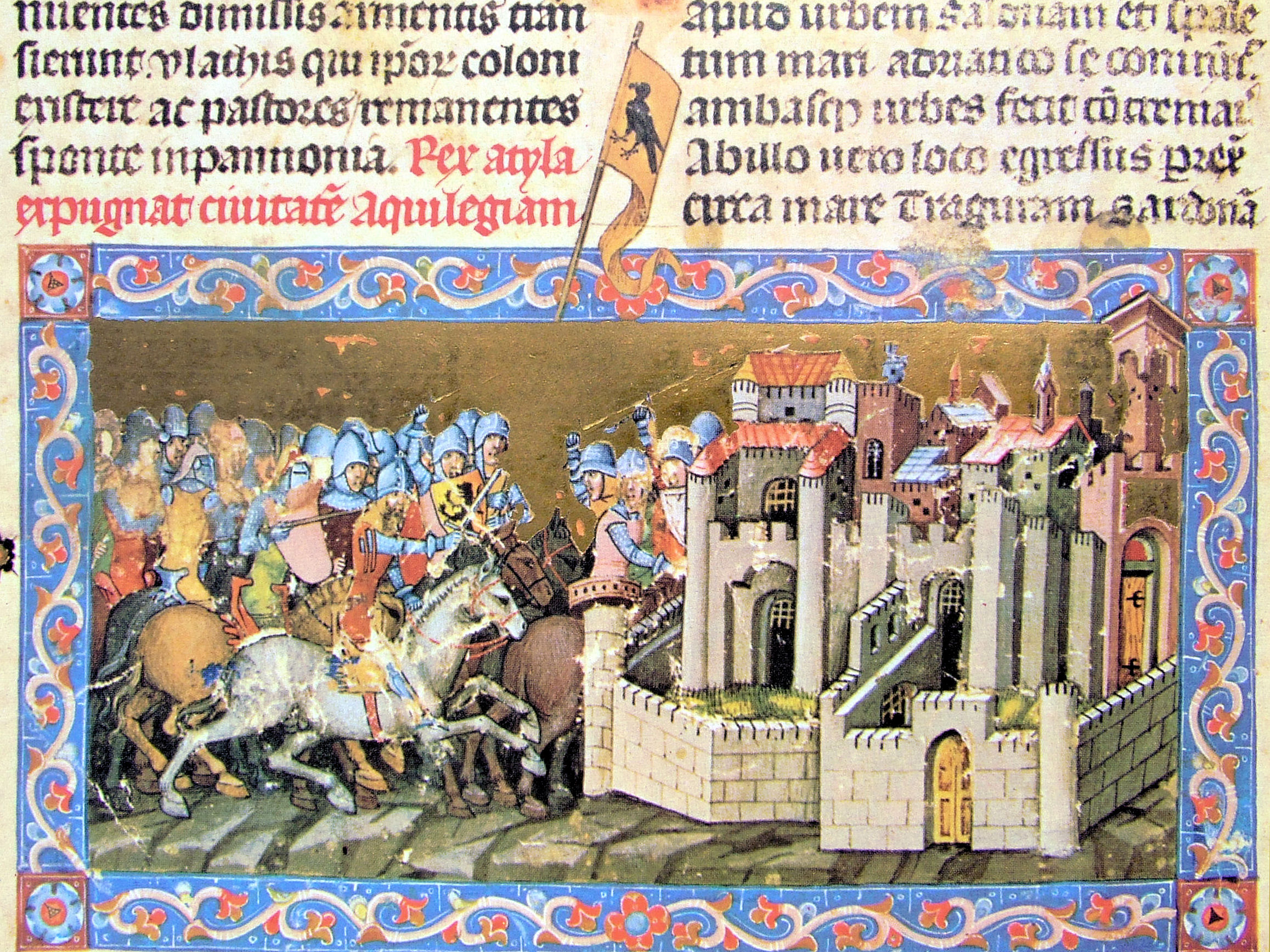
Hunok ostroma, részlet a Képes Krónikából

A várost a népvándorlás időszakának kezdetén, 401-ben előbb I. Alarich, majd pedig 452-ben a hunok pusztították el, s ezt követően megtört az addig virágzó város fejlődése, s a középkor kezdetén lassan feledésbe merült. A venét lakosok a közeli lagúnákban telepedtek le, s erre az időre datálható Velence születése is.

### A hunok pusztítása után
A longobárdok inváziója során 568-ban és 590-ben is újból a háborús pusztítás áldozata lett, a patriarchátus székhelye is Gradoba került. 606-ban a várost közigazgatásilag két részre vágták, az egyik része a longobárdok uralma alá került, a másik része a Ravennai exarchátus uralma alá tartozott, később Velencéhez került, 1421-től 1809-ig a tengeri köztársaság része volt.
A középkorban a patriarchátus fokozatosan elvesztette a tekintélyét, Poppo, Aquileia pátriarchája többször is próbálta kiharcolni egyházi körökben, hogy fogadják el Aquileia felsőbbségét Grado városa fölött. 1238-ban a patriarchátus székhelye Udinébe került, 1420-ban pedig ugyan visszakerült Aquileiába, ám az már gyakorlatilag velencei fennhatóság alá került. Végül 1751-ben megosztották az aquileiai egyházi kerületet Udine és Görz püspöksége között. Az Aquileiai patriarchátus ezzel megszűnt.

## Híres emberek

### Itt született
- A Liber Pontificalis szerint itt született I. Piusz pápa, aki kb. 140 és 154 között uralkodott.